# Zétényi Zsolt
Zétényi Zsolt (Veszprém, 1941. augusztus 9. –) magyar jogász, a Százak Tanácsának tagja, a Nemzeti Jogvédő Alapítvány kuratóriumi elnöke, a Nemzeti Jogvédő Szolgálat tagja. A nevéhez fűződő, 1991. november 4-én elfogadott, ám az Alkotmánybíróság által − neves büntetőjogászok szerint tévesen − 1992-ben alkotmányellenesen megsemmisített törvény, a „lex Zétényi” (megszavazása előtt Zétényi–Takács-féle igazságtételi törvényjavaslat) az önkényuralom által nem üldözött szándékos emberölés, halált okozó súlyos testi sértés és hazaárulás büntethetőségét tette volna lehetővé. A Ságvári Endre meggyilkolásának vádjával 1959-ben elítélt és kivégzett, majd 2006-ban felmentett Kristóf László ügyében a felülvizsgálati eljárásban az indítvány szerkesztője és a család képviselője,  valamint a háborús bűnökkel vádolt és nem jogerősen felmentett Képíró Sándor védőügyvédje.

## Élete
Édesanyja református tanítónő, édesapja törvényszéki bíró volt. Apai családja után katolikus vallású. Rákospalotán tett érettségi vizsgát 1959-ben, majd az Eötvös Loránd Tudományegyetem állam- és jogtudományi karán diplomát szerzett 1964-ben. 1967–68-ban a Legfelsőbb Bíróság tanácsjegyzője. 1968-ban letette bírói-ügyészi szakvizsgáját, 1968–69-ben az Országos Kriminalisztikai Intézet tudományos munkatársa, ezután évtizedekig jogtanácsos, majd 1994-től gyakorló ügyvéd. 1986-tól 2013-ban történt megszűnéséig a Bajcsy-Zsilinszky Endre Baráti Társaság (1989-től Bajcsy-Zsilinszky Társaság) tagja, ügyvezető titkára, majd főtitkára. 1989-ben az Ellenzéki Kerekasztalban képviselte a Bajcsy-Zsilinszky Társaságot az MSZMP-vel folytatott tárgyalásokon, a kerekasztal és az állampárt megegyezésének aláírója 1989. szeptember 18-án.
1990–94-ben országgyűlési képviselő (MDF), az emberi jogi, kisebbségi és vallásügyi bizottság alelnöke volt. 1987–tól 1995-ig MDF-tag, 1993–94-ben az Országos Elnökség tagja, 1992–től a Nemzeti Társaskör tagja, 1994–98 között elnöke, 1998-tól tiszteletbeli elnöke. 1997-től A Százak Tanácsa, 1994-től a Magyar Alkotók és Gondolkodók Szakértői Társaság és más egyesületek tagja, Egyszemélyes Nemzeti Jogvédő irodát tartott fenn 1994-től minden köztámogatás nélkül, az önkényuralom (sortüzek) halálos áldozatai védelmében, 2004-től a Nemzeti Jogvédő Alapítvány, és 2015-ben történt megszűnéséig a Magyar Konzervatív Alapítvány kuratóriumának elnöke, 2008-tól 2014-ig a Nemzeti Jogvédő Szolgálat elnöke. 2010-ben a Jobbik Magyarországért Mozgalom alkotmánybírónak jelölte, a szavazáson 46 szavazatot kapott, így nem került megválasztásra.

## Művei

### Könyvek
- Mi a teendő a múlttal. Beszédek, cikkek, interjúk 1989–1994, 1994, Batthyány Lajos Alapítvány, Magyar Egyeztető Testület és mások. 544 o.
- A Szentkorona-eszme mai értelme, Püski, Budapest, 1997, 299 o.
- Magyarország Szent Koronája, Kairosz, Budapest, 2001, 230 o.
- Milyen emlékmű álljon a Szabadság téren?, Masszi, Budapest, 2006
- Több fényt! – Tanulmányok, gondolatok, beszédek 1995-2006, TIMP, Budapest, 2007
- A történeti alkotmány – Magyarország ősi alkotmánya (2 kiadás: Budapest, 2009, 2010) Magyarországért Kulturális Egyesület, 1407 o.
- A Szent Korona vonzásában, Kairosz, Budapest, 2012 (Magyarnak lenni)
- A Képíró ügy, Kairosz, Budapest, 2013
- Zétényi Zsolt: Ártatlanul, jeltelen sírban. A Kristóf-ügy. Magyar Napló – Írott Szó Alapítvány, Budapest, 2015, 589 o. (Teljes címe „Ártatlanul, jeltelen sírban. A Kristóf-ügy. A dr. Ságvári Endre letartóztatásával összefüggésben, koholt vád alapján elítélt és kivégzett Kristóf László csendőr őrmester ügyének tényei s tanulságai. Jog- és rendvédelem történeti tanulmány és forráskiadvány)
- Zétényi Zsolt: Történeti alkotmányunk vívmányai és a 2011. évi alaptörvény. Kairosz Kiadó, Budapest, 2015, 216 o.
- Zétényi Zsolt: „Göröngyös úton…” A Bajcsy-Zsilinszky Társaság történeten emlékeim és a források tükrében, Antológia Kiadó, Lakitelek, 2019, 360 o.
- Zétényi Zsolt: Trianon és az antalli ígéret, avagy Határbiztosító kikötések és a politikus lelkiismerete Magyarország 20. századi nemzetközi szerződéseiben. Kairosz Kiadó, Budapest, 2020, 138 o.
- Zétényi Zsolt: Szentkoronás Könyv. Magyar Napló, Budapest, 2023, 799 o.

### Tanulmányok
- Magyarország Szent Koronája[11]
- Gyökeres alkotmányreformra van szükség[12]
- Magyarországon gyökeres alkotmányreform kell![13]
- A történeti alkotmány időszerűsége[14]
- A történeti alkotmány időszerűsége[15]
- Zétényi Zsolt: Néhány adalék az igazságtétel kérdéséhez[16]
- Zétényi Zsolt: Egy ártatlanul kivégzett ember felmentése (A dr. Ságvári Endre letartóztatásával összefüggésben koholt vád alapján elítélt Kristóf László csendőr őrmester ügyének tényei és tanulságai)[17]
- Zétényi Zsolt: A Magyar Királyi Csendőrség és a csendőrök jogállása 1945-ben és azután. Egy elfelejtett szervezet és jelmondat: „Híven, becsülettel, vitézül!”[18]
- Zétényi Zsolt: Alaptörvényre van szükség avagy az új alkotmány mítosza[19]
- Zétényi Zsolt: A Magyarországtól elszakított országrészek magyar nemzeti közösségeinek és egyéneinek jogállása 1920 és 2013 között. In : Magyar önrendelkezés, emberi jogok és jogvédelem a Kárpát-medencében. Konferencia a trianoni diktátum 93. évfordulóján; szerk. Varga Domokos György. 2013
- Zétényi Zsolt: Szent István a törvényhozó és törvénykező. In : Szent István konferencia Székesfehérváron 2013. A Százak Tanácsa Konferenciája, Székesfehérvár, 2013. október 1.)
- Zétényi Zsolt: A Magyar Királyi Csendőrség és a csendőrök jogállása 1945-ben és azután. (Egy elfelejtett szervezet és jelmondat: „Híven, becsülettel, vitézül!”). Rendvédelem-történeti Füzetek (Acta Historiae Praesidii Ordinis), XX. évf. (2011) 23. sz. 155–165. o. HU-ISSN 1216-6774 Második kiadása:
- Zétényi Zsolt: A Magyar Királyi Csendőrség és a csendőrök jogállása 1945-ben és azután. (Egy elfelejtett szervezet és jelmondat: „Híven, becsülettel, vitézül!”). 297-328. p.  In Parádi József et al. (szerk.): Magyar csendőrség-történeti tanulmányok. Budapest, 2015, Magyar Királyi Csendőr Bajtársi Közösség – Szemere Bertalan Magyar Rendvédelem-történeti Tudományos Társaság. 401 o. HU-ISBN 978 963 89 8288 9. /Magyar Rendvédelem-történeti tanulmányok, 1. / HU-ISSN 2415-9875
- Zétényi Zsolt: István Király intelmei és az idegenpolitika. A menekültügy néhány kérdése, figyelemmel a menekültjogra; Hitel, XXVIII.évf. (2015) 12.sz. 3-12.p. HU-ISSN 0238-9908.
- Zétényi Zsolt: Katonai bíráskodás a Nagy Háborúban. In : Trianoni Szemle Évkönyv, 2016. 103–118. o.
- Zétényi Zsolt: 1956 és a megtorlás fekete könyve. (Jobbágyi Gábor: 1956 és a megtorlás fekete könyve. 2016, Kairosz kiadó, 443 oldal.) In : Magyar Szemle Új Folyam XXV. 11-12. szám. 2016. december. 100–107. o.
- Zétényi Zsolt: A múlt bűneivel való szembenézés huszonöt éve. In. : Kapu XXIX. évf. 2016. 11-12. 34-47. o.
- Zétényi Zsolt: A Magyar Királyi Csendőrség fegyverhasználati szabályai a Magyar Rendőrség jelenlegi fegyverhasználati szabályai tükrében. Rendvédelem-történeti Füzetek (Acta Historiae Praesidii Ordinis), XXVII. évf. (2017) 53. sz. 161-181. p. HU-ISSN 1216-6774.
- Zétényi Zsolt : Néhány őszinte szó az igazságtételről, Hitel 2017. XXX. évf. 12. sz. 36-65 p.
- Történeti alkotmányunk esélyei etc. In. Hungaria Archiregnum : Szent Korona-eszme, Szent Korona-tan, Alaptörvény / Kocsis István–Molnár Tamás–Pap Gábor–Pecze Ferenc–Tóth Zoltán József–Vass Csaba–Zétényi Zsolt–Zlinszky János ; Tanulmánykötet. szerk. Tóth Zoltán József]. 554 o. Két Hollós, Budapest, 2017
- Alapszerződések trianon árnyékában Trianoni Szemle, 2017. január-július
- Alapszerződések trianon árnyékában II. Trianoni Szemle, 2017. július-december
- Alapszerződések trianon árnyékában III. Trianoni Szemle, 2018. január-június
- Zétényi Zsolt: Kristóf László in memoriam, In : Parádi József–Szakály Sándor–Szigetvári Oszkár–* * Zétényi Zsolt: Nyomozati utasítások a magyar királyi csendőrség számára. Budapest, 2018. Szemere Bertalan Magyar Rendvédelmi Tudományos Társaság. HU-ISSN 2064-4728
- Zétényi Zsolt: A Szabadság téri szovjet hősi emlékmű ügye Rendvédelem-történeti Füzetek (Acta Historiae Praesidii Ordinis), HU-ISSN 1216-6774 XXIX. évf. (2019) 57.sz
- Zétényi Zsolt: Bajcsy-Zsilinszky Endre (életrajz) In : Szózat antológia. Szózat Könyvkiadó. 2019. 19–31. o.
- Zétényi Zsolt: A Szent Korona-tanról Magyarországon 2019–ben. In : Napút, 2020. január-február. 287–295. o.
- A Szent Korona-tanról Magyarországon 2019-ben. In : Mi magunk. Magyar identitás, Magyar tradíció. Tanulmánykötet. Felkérés, szerkesztés: Szondi György, Toót Holló Tamás. Cédrus Művészeti Alapítvány, Budapest, 2020. 549–559. o.
- Zétényi Zsolt: A történeti alkotmány időszerű, az európai és a magyar alkotmányosság értelmezését segítő üzenetei. In : POLGÁRI MÉRTÉK tanulmánygyűjtemény Kiadó CÖF: Civil Összefogás Közhasznú Alapítvány; Gazeta Polska; EUCET: Európai Uniós Civil Együttműködési Tanács. Budapest, 2019, 19–40. o.
- Dr. Zsolt Zétényi: Timely renets of the historical constiturion to aid the interpretation of the European and Hungárián constitutionality. In : IVIC STANDARDSAND VALUES Edit: CÖF:; Gazeta Polska; EUCET:. Budapest 2019. 19–40 p.
- Dr Zsolt Zetenyi: Historyczna konstytucja jako aktualne, europejskie przesłanie i pomoc w zrozumieniu węgierskiego porządku konstytucyjnego In : Wzmożenie – Mnożenie, Edit: CÖF:; Gazeta Polska; EUCET: Budapest 2019. 19–40 p.
- Zétényi Zsolt: A vörös terror áldozatai. In : Talpra Magyar. A Civil Igazságtételi Bizottság Jelentése. Méry Kiadó, Budapest, 2022. 7-32. o.
- Zétényi Zsolt: Bajcsy-Zsilinszky Endre a „Vérig vágó erkölcsi sarkantyú”.Bevezető tanulmány. in : Bajcsy-Zsilinszky Endre és a Szózat. Időjel Kiadó, Budapest, 2022. 5–61. o.
- Zétényi Zsolt: A magyar örökkévalóságig klauzula: az állami és nemzeti Függetlenség. HITEL, 2023. március 61–88. o. XXXVI. évfolyam 3. szám.

### Filmek
- „Tölgyesi Ágnes: „Jövőnk koronája múltunkban született” A PPKE JÁK „Szentkorona-tan szeminárium” oktatóinak és hallgatóinak közreműködésével. Budapest, 2000
- Népek Krisztusa, Magyarország” 1956 (2004-2007)
- Tölgyesi Ágnes: „Népből nemzetté”, Budapest, 2005
- Ima Magyarországért (2006–2009)
- Égi élő igazság (2008)
- Mudry Péter: „Aranybulla – Alkotmány I–II. ” Budapest, 2009
- Az igazság soha nem késő I–III. (2013) – a Zétényi–Takács-féle igazságtételi törvényjavaslatról

## Kitüntetései
- Márton Áron Emlékplakett (1988)
- Magyar Szellemi Védegylet: „Rendületlenül” diploma, (2002)
- Az ’56-os felkelők Rabparlamentje: Emléklap (2002. október 23.)
- Külhoni és Magyarországi Emlékbizottságok 1956-os Díszérme (2006. október 23.)
- MKCSBK Vezetőségi Tanácsa: A Magyar Királyi Csendőrség Aranykoszorúval Ékesített Érdemkeresztje (2006. szeptember 29.)
- Politikai Elítéltek Közössége Emlékplakett „Pro Patria 1945-1956 PEK”
- Szemere Bertalan Magyar Rendvédelem-történeti Tudományos Társaság: Rendvédelem Történetért Érdemkereszt. (2006. szeptember 29.)
- Az 1956-os Pesti Srác Alapítvány Kuratóriuma és a Corvin Közi Bajtársi Közösség Elnöksége: A Corvin-Közi Hősök Érdemrendje Babérkoszorúval (2006. december 8.)
- Nemzeti Jogvédő Szolgálat: A Magyar Nemzet Lelkiismerete emléklap (2009. június 16.)
- A Vitézi Rend: A Vitézi Rend Arany Nemzetvédelmi Keresztje Vitézi Ékítménnyel (2011. szeptember 17.)
- A Történelmi Vitézi Rend tiszteletbeli tagja 2011[20]
- Magyar Vidék Országos 56-os Szövetség Országos Elnöksége: 1956-os Jubileumi Érdemrend (Veszprém, 2011. október 23.)
- Aranyoklevél 2014 október 14. Eötvös Loránd Tudományegyetem Szenátusa
- Bethlen Gábor-díj (2014)[21]
- Csendőr emlékérem 2015. február 13. adományozó: Magyar Királyi Csendőr Bajtársi Közösség
- A 2015. év Szellemi Honvédője emlékplakett. 2015. november 13. CÖF-CÖKA kuratóriuma[22]
- Magyar Örökség díj (2016. szeptember 17.)[23]
- Hűséggel a Hazához Érdemkereszt (Veszprém, 2016. december 2.) Magyar Vidék Országos 56-os Szervezet
- Magyar Érdemrend Tiszti keresztje polgári tagozat (2017. március 15. , a Történeti Alkotmány, valamint az ártatlanul meghurcoltak érdekében végzett kitartó és megalkuvásmentes munkája elismeréseként)
- Rendvédelem-történetért Érdemrend (2018. november 8.) Szemere Bertalan Magyar Rendvédelem-történeti Tudományos Társaság
- "Haza Embere"  oklevél (2023. április 6.), Százak Tanácsa
- Lancea Regis kitüntetés (2023. augusztus 19.), Societas Lancea  Regis